# 徐柏園
徐柏園（1902年2月8日—1980年12月2日），浙江蘭谿人。中華民國著名財經家、金融家，前任財政部部長、中央銀行總裁。中國中央銀行制度的開創者。

## 生平
1902年生於浙江金華府蘭谿縣。1921年杭州之江大學附中畢業後，考入國立東南大學（後改為國立中央大學、南京大學），先在南京念預科一年，翌年轉到東大分設上海商科大學（現上海財經大學），1926年畢業。
畢業後初任寧波工商主任教員。國民革命軍北伐時任杭州《民國日報》主筆、中國國民黨浙江省黨部書記長，不久到廣州任兩廣地質調查所暨交通部秘書。1930年赴美國芝加哥北伊利諾大學研究財經金融理論。1933年回國，歷任上海電氣公司副總經理、郵政儲金匯業總局副局長，交通銀行北平、天津分行經理。抗戰起擔任第一屆國民參政會參政員。1938年任交通銀行昆明分行經理。1939年擔任中央銀行、中國銀行、中國農民銀行、交通銀行四行管理處副秘書長。1946年擔任財政部政務次長及四行聯合管理處秘書長，其後出任中央銀行副總裁。1949年赴香港接掌中國銀行董事長。
1950年到台灣，任台灣區生產事業管理委員會常務委員兼主任秘書，後任台灣銀行董事長。1953年後任台灣省政府財政廳廳長、行政院外匯貿易審議委員會（外貿會）主任委員。1954年出任財政部部長。1960年出任中央銀行總裁。1962年後再度出任外貿會主委，並兼中國國民黨中央委員會財務委員會主任委員。1970年出任國際貨幣基金會執行董事，翌年出任中聯信託董事長、圓山聯誼會理事主席。1980年病逝於台北市。

## 事略
徐柏園在大學時代曾代表學校參加1925年五卅慘案後的學聯，擔任最高決策的執行委員，處事果決。畢業後投身財經界。1937年抗戰爆發後，進入財經中樞，參與策劃戰時金融政策，草擬中國第一個外匯管理辦法。1942年國民政府獲美國巨額貸款，徐柏園力主中央銀行統一發行貨幣，這一創舉使中央銀行從此成為銀行之銀行。
1950年到台後，負責實際主持台灣生產事業，參與貨幣制度改革與恢復重建台灣經濟。作為台灣財經系統骨幹人物，積極主持展開對外貿易，為以後台灣的對外經濟貿易奠定良好基礎；參與制定進口替代戰略，維持外匯收支平衡，穩定物價，整頓財稅，推進經濟發展，頗多建樹。1969年因為剝蕉案,辭中央銀行總裁、行政院政務委員。
綜觀徐柏園一生，才識魄力超人，往往在遭遇財經困難之時能夠指揮若定，妥為安排，為財經界的歷史性人物。

## 被整
徐柏園因為屬於夫人派（蔣宋美齡）而遭到太子派（蔣經國）鬥爭，官方製造了「剝蕉案」冤獄來鬥爭，徐柏園屬下被牽連，徐柏園被迫離開權力核心。此事件牽連「香蕉大王」吳振瑞，引發日本方面不滿，因此臺灣失去賺取大筆外匯的香蕉外銷日本業務。

## 家庭
徐柏園之妻陸寒波為知名的婦女權益運動者，兒子徐小波則活躍於台灣法律、創投界。

## 故居
徐柏園在央行總裁任內時，居住於台北市新生北路三段62巷24號的央行總裁宿舍，該官邸建物由企業家丁武始興建，於1949年落成。1951年賣給中央銀行，供徐柏園居住，1961年轉由張導民居住，2001年歸還給中央銀行。
2006年由台北市文化局認定為歷史建築，並由該局發起的「老房子文化運動」計劃媒合進行整修，成為第一個透過該計劃完成整修的歷史建築，2017年5月，利用該官邸所設立的餐廳開業。